# Urosigalphus australis
Urosigalphus australis är en stekelart som beskrevs av Gibson 1974. Urosigalphus australis ingår i släktet Urosigalphus och familjen bracksteklar. Inga underarter finns listade i Catalogue of Life.